# DAVIX
DAVIX – dystrybucja Linuksa oparta na Slackware. System można uruchomić bezpośrednio z płyty CD lub DVD, bez instalacji na dysku twardym (LiveCD). Dystrybucja przeznaczona jest głównie do analizy danych oraz ich wizualizacji.